# De Bruyne
De Bruyne Motor Corporation – dawne brytyjskie przedsiębiorstwo, które próbowało podjąć produkcję luksusowych samochodów sportowych pod marką De Bruyne. Zostało założone przez Amerykanina Johna de Bruyne, który kupił park maszynowy zlikwidowanego zakładu Gordon-Keeble. W 1968 roku zaprezentował dwa prototypy na New York Motor Show. Nie weszły do produkcji, a wkroczenie marki De Bruyne na rynek luksusowych, ekstrawaganckich, sportowych aut nie powiodło się.